# منتخب جورجيا لدوري الرغبي
منتخب جورجيا لدوري الرغبي هو ممثل جورجيا الرسمي في المنافسات الدولية في دوري الرغبي .